# Presa d'Oroville
La presa d'Oroville és una presa sobre el riu Feather a la ciutat d'Oroville al comtat de Butte, Califòrnia, Estats Units. Amb 230 metres d'altura, és la presa més alta del país. Crea el llac Oroville, genera electricitat i proporciona aigua per beure i la irrigació de la Vall Central de Califòrnia i el Sud de Califòrnia. La presa, el llac, i altres instal·lacions són propietat del Califòrnia Department of Water Resources qui ho administra i forma part del Projecte Hídric de l'estat de Califòrnia (SWP).
Des de la seva inauguració el 1968, la presa d'Oroville ha alterat el flux del riu Feather des del delta Sacramento-San Joaquin a l'Aqüeducte de l'Estat de Califòrnia, que proporciona un important subministrament d'aigua per a reg a la Vall de San Joaquin, així com proporciona proveïment d'aigua industrial a la costa del sud de Califòrnia. La presa ha evitat grans danys per inundacions a la zona entre els anys 1987 i 1999.

## Crisi de la presa de 2017
La primera setmana de febrer va ser molt plujosa a la zona i això va obligar a alleujar la presa com mai abans s'havia fet. El 7 de febrer de 2017, durant un alliberament controlat d'aigua d'aproximadament 1.400 m³/s, va aparèixer un cràter en un punt de la presa. Les altes entrades d'aigua al Llac Oroville van obligar els operadors a continuar utilitzant el tros danyat, causant-ne danys addicionals.
El 12 de febrer de 2017, es va ordenar l'evacuació de gairebé 200.000 persones que es trobaven a la conca del riu Feather, als comtats de Butte, Yuba i Sutter a causa d'una fallada anticipada del sistema auxiliar. Específicament, l'erosió al vessant creixia cap a la vora de formigó de la zona auxiliar, amb risc que s'esfondrés.